# ديريك وليامز
ديريك وليامز (بالإنجليزية: Derek Williams)‏ (11 مارس 1965 في المملكة المتحدة - ) هو ملاكم بريطاني، صنّف ضمن فئة وزن ثقيل.

## إحصائيات
خاض خلال مسيرته 35 نزالا.

## روابط خارجية
- ديريك وليامز على موقع بوكس ريك (الإنجليزية) (registration required)